# Attila Valter
Attila Valter (ur. 12 czerwca 1998 w Budapeszcie) – węgierski kolarz szosowy i górski.
Na początku kariery uprawiał kolarstwo górskie – w dyscyplinie tej zdobywał medale mistrzostw kraju zarówno w rywalizacji seniorskiej, jak i juniorskiej

## Osiągnięcia

### Kolarstwo szosowe
Opracowano na podstawie:

2018
- 1. miejsce w mistrzostwach Węgier U23 (jazda indywidualna na czas)
- 1. miejsce w mistrzostwach Węgier U23 (start wspólny)

2019
- 3. miejsce w Tour of Antalya
- 2. miejsce w Istarsko Proljeće
  - 1. miejsce na 1. etapie
- 3. miejsce w Belgrad–Banja Luka
  - 1. miejsce w klasyfikacji młodzieżowej
- 2. miejsce w Bałtyk-Karkonosze Tour
  - 1. miejsce w klasyfikacji młodzieżowej
- 3. miejsce w Tour de Hongrie
- 1. miejsce w mistrzostwach Węgier (jazda indywidualna na czas)
- 3. miejsce w mistrzostwach Węgier (start wspólny)
- 1. miejsce w Gemenc Grand Prix I
- 2. miejsce w Gemenc Grand Prix II
- 1. miejsce na 9. etapie Tour de l’Avenir

2020
- 1. miejsce w klasyfikacji młodzieżowej Tour des Alpes-Maritimes et du Var
- 2. miejsce w mistrzostwach Węgier (jazda indywidualna na czas)
- 1. miejsce w Tour de Hongrie
  - 1. miejsce w klasyfikacji górskiej
  - 1. miejsce na 5. etapie

2021
- 2. miejsce w mistrzostwach Węgier (jazda indywidualna na czas)

## Rankingi

### Kolarstwo szosowe
| Rok             | 2017  | 2018 | 2019 | 2020 | 2021 | 2022 | 2023 | 2024 |
| --------------- | ----- | ---- | ---- | ---- | ---- | ---- | ---- | ---- |
| World Ranking   | 2470. | 693. | 161. | 148. | 240. | 127. | 112. | 85.  |
| UCI Europe Tour | 1618. | 415. | 133. | 122. | 205. | 104. | 91.  | 68.  |
|                 |       |      |      |      |      |      |      |      |
| Źródło: UCI     |       |      |      |      |      |      |      |      |